# Ledenik (Bułgaria)
Ledenik (bułg. Леденик) – wieś w Bułgarii, w obwodzie Wielkie Tyrnowo, w gminie Wielkie Tyrnowo. W 2024 roku liczyła 1052 mieszkańców.

## Historia
W pobliżu współczesnej wioski istniała osada rzymska. Przyjmuje się, że historia współczesnej wsi, znajdującej się na tym terenie, rozpoczęła się około 1017 roku. Wieś jest pełna historii i tradycji. W czasach Drugiego Królestwa Bułgarii wieś znajdowała się na obszarze Disagite, w pobliżu szalejącego źródła (Buen izwor), obecnie uchwyconego jako fontanna. Tam pozostał aż do pierwszych lat panowania osmańskiego. Gdzieś w drugiej połowie XVII wieku, wraz z budową wieży bejsowej, została przeniesiona na obecne miejsce. W tureckim rejestrze podatkowym z 1430 r. zapisana została wioska Ledenik, która według zapisów jest timarem Sayyiklu Bayazida i zamieszkiwał ją 1 muzułmanin oraz 47 rodzin chrześcijańskich i 2 wdowy. W 1638 r. we wsi żyło 42 chrześcijan.

## Osoby związane z miejscowością

### Urodzeni
- Iwan Dewedżiew (1893–?) – bułgarski pułkownik
- Nikoła Iwanow (1893–?) – bułgarski czetnik Konstantina Nunkowa[4]